# Rumänische Bischofskonferenz

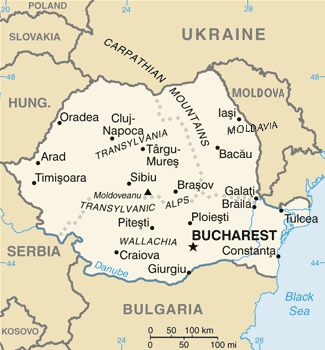
Rumänien

Die Rumänische Bischofskonferenz (rumänisch: Conferința Episcopală Română) ist die ständige Versammlung der katholischen Bischöfe in Rumänien. Die Bischofskonferenz hat ihren Sitz in Bukarest, sie ist Mitglied im Rat der europäischen Bischofskonferenzen (CCEE) und entsendet einen Vertreter in die Kommission der Bischofskonferenzen der Europäischen Gemeinschaft (COMECE). 
Präsident der Rumänischen Bischofskonferenz ist Aurel Percă, Erzbischof und Metropolit von Bukarest. Bedeutende Mitglieder sind:
- Lucian Mureșan, Großerzbischof und Oberhaupt der Rom unierten rumänisch-katholischen Kirche
- György-Miklós Jakubínyi, römisch-katholischer Erzbischof von Alba Iulia und Apostolischer Administrator in Rumänien für die Armenier

Die weiteren Bischöfe (Diözesanbischöfe, Weihbischöfe und emeritiert Bischöfe) vertreten die Lateinische Kirche und die rumänisch-katholische Kirche. 

## Vorsitzende
- Áron Márton, Erzbischof von Alba Iulia (1970–1980)
- Alexandru Kardinal Todea, Erzbischof von Făgăraș und Alba Iulia (1991–1994)
- Ioan Robu, Erzbischof von Bukarest (1994–1998)
- Lucian Mureșan, Großerzbischof von Alba Iulia (1998–2001)
- Ioan Robu, Erzbischof von Bukarest (2001–2004)
- Lucian Mureșan, Großerzbischof von Alba Iulia (2004–2007)
- Ioan Robu, Erzbischof von Bukarest (2007–2010)
- Lucian Kardinal Mureșan, Großerzbischof von Făgăraș und Alba Iulia (2010–2012)
- Ioan Robu, Erzbischof von Bukarest (2012–2016)
- Lucian Kardinal Mureșan, Großerzbischof von Făgăraș und Alba Iulia (2016–2019)
- Ioan Robu, Erzbischof von Bukarest (2016–2019)
- Aurel Percă, Erzbischof von Bukarest (2020-)